# Pokrštavanje
Pokrštavanje ili kristijanizacija (u širem smislu) je izraz kojim se opisuje obraćenje pojedinca ili skupina ljudi na kršćanstvo. U širem smislu se pod tim podrazumijeva i prilagodba ili usklađivanje ne-kršćanskih objekata, običaja ili kulture (inkulturacija) u skladu s kršćanskim naukom i liturgijom. 
Već su se apostoli nakon Kristova Uzašašća uputili po Starom svijetu naviještati evanđelje i krstiti u ime Trojedinog Boga sve tada poznate narode. Rim kao sjedište Rimskog Carstva postaje i sjedištem pape, poglavara Katoličke Crkve, koja, unatoč progonima, raste i jača te Milanskim ediktom dobiva slobodu vjeroispovjesti. Od Pada Zapadnog Rimskog Carstva do 9. st. većina europskih naroda bila je pokrštena, među njima i Hrvati. Velikim geografskim otkrićima katolički misionari evangeliziraju i pokrštavaju brojne narode Novoga svijeta, a i dan danas djeluju brojne misije u zemljama tzv. Trećega svijeta.